# Valence (Charente)
Valence ist eine französische Gemeinde mit 190 Einwohnern (Stand 1. Januar 2022) im Département Charente in der Region Nouvelle-Aquitaine (vor 2016 Poitou-Charentes); sie gehört zum Arrondissement Confolens und zum Kanton Boixe-et-Manslois. 

## Geographie
Valence liegt etwa 30 Kilometer nordnordöstlich von Angoulême. Umgeben wird Valence von den Nachbargemeinden Ventouse im Norden und Nordosten, Cellefrouin im Nordosten und Osten, La Tâche im Osten und Südosten, Saint-Mary im Südosten und Süden, Val-de-Bonnieure im Süden und Südwesten sowie Saint-Front im Westen.

## Bevölkerungsentwicklung
| 1962                       | 1968 | 1975 | 1982 | 1990 | 1999 | 2006 | 2019 |
| -------------------------- | ---- | ---- | ---- | ---- | ---- | ---- | ---- |
| 302                        | 242  | 256  | 265  | 212  | 240  | 233  | 189  |
| Quellen: Cassini und INSEE |      |      |      |      |      |      |      |

## Sehenswürdigkeiten
- Kirche Saint-Pierre aus dem 12. Jahrhundert, seit 1933 Monument historique
- Schloss Bourgon, seit 2011 Monument historique

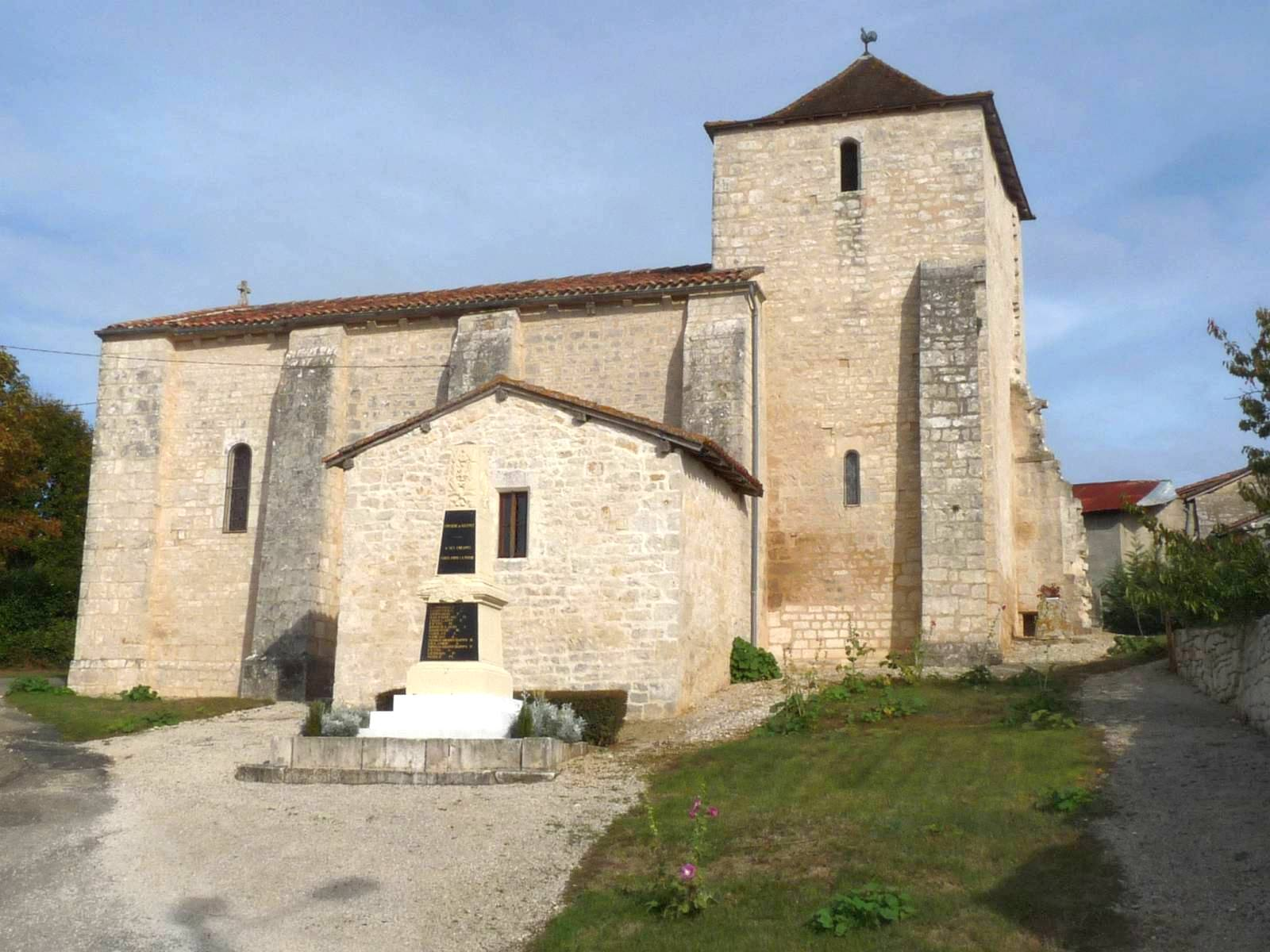
Kirche Saint-Pierre
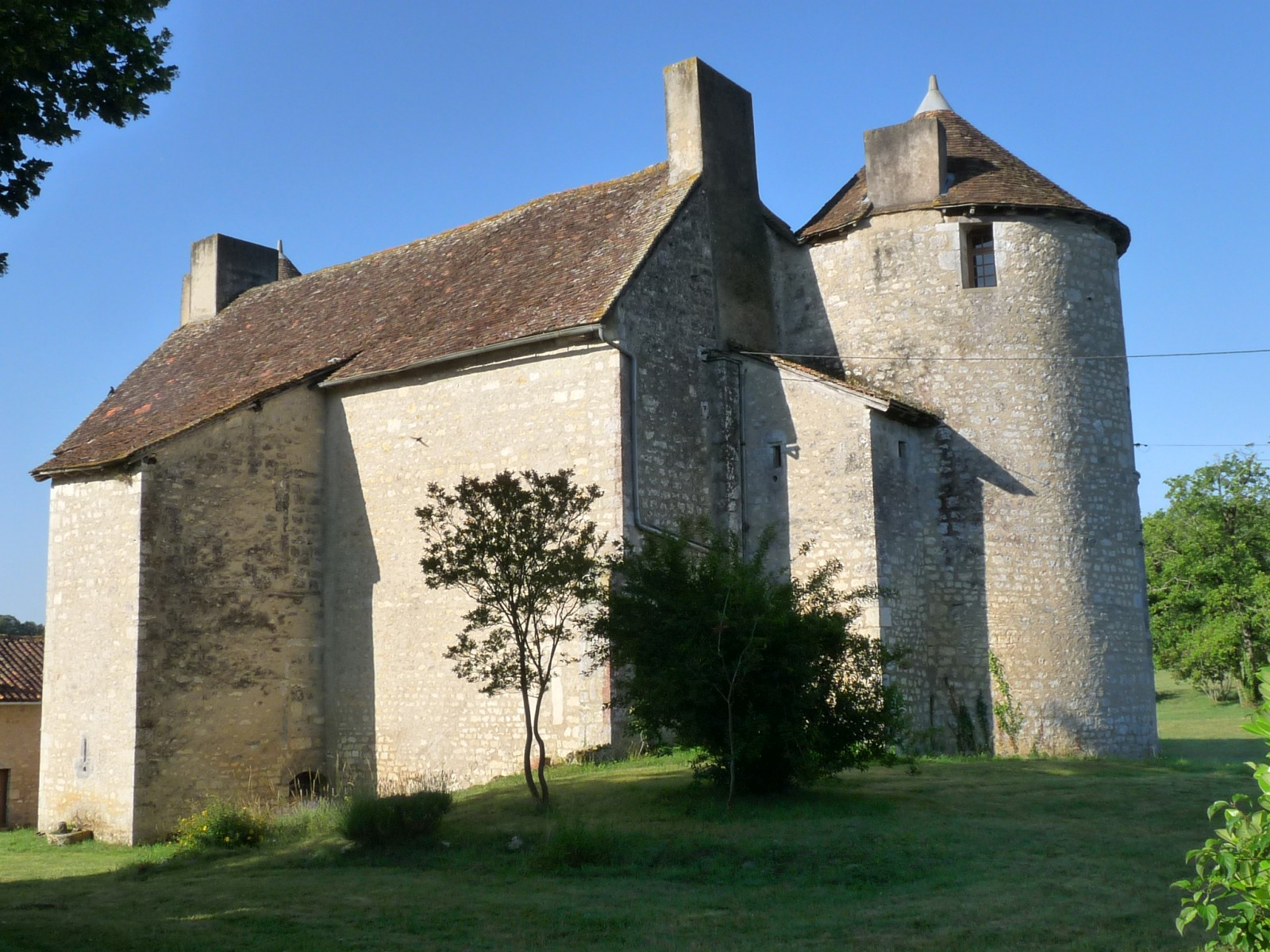
Schloss Bourgon